# Valea Kosteanska
Valea Kosteanska (în ucraineană Костянська балка) este o rezervația botanică de importanță locală din raionul Razdelna, regiunea Odesa (Ucraina), situată lângă satele Egorovca și Male. Este administrată de consiliile locale din Egorovca și Kalantaiivka. 
Suprafața ariei protejate constituie 28 de hectare, fiind creată în anul 1993 prin decizia Consiliului executiv regional. Rezervația a fost creată pentru a proteja valea în care cresc 18 specii de plante rare, inclusiv enumerate în Cartea Roșie a Ucrainei (leontice altaica, astragalus dasyanthus, stipa capillata, prunus tenella, etc).

## Galerie de imagini

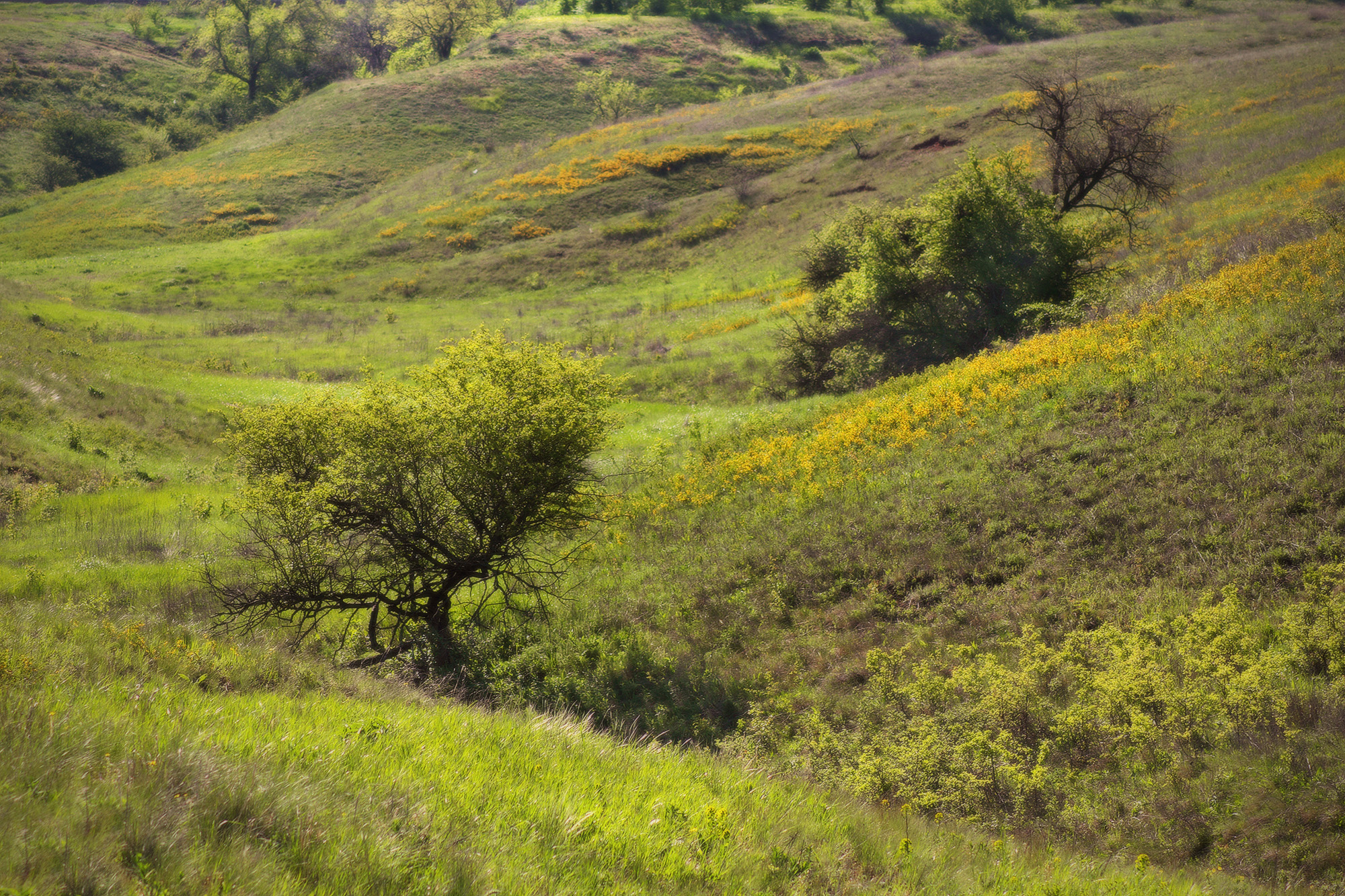
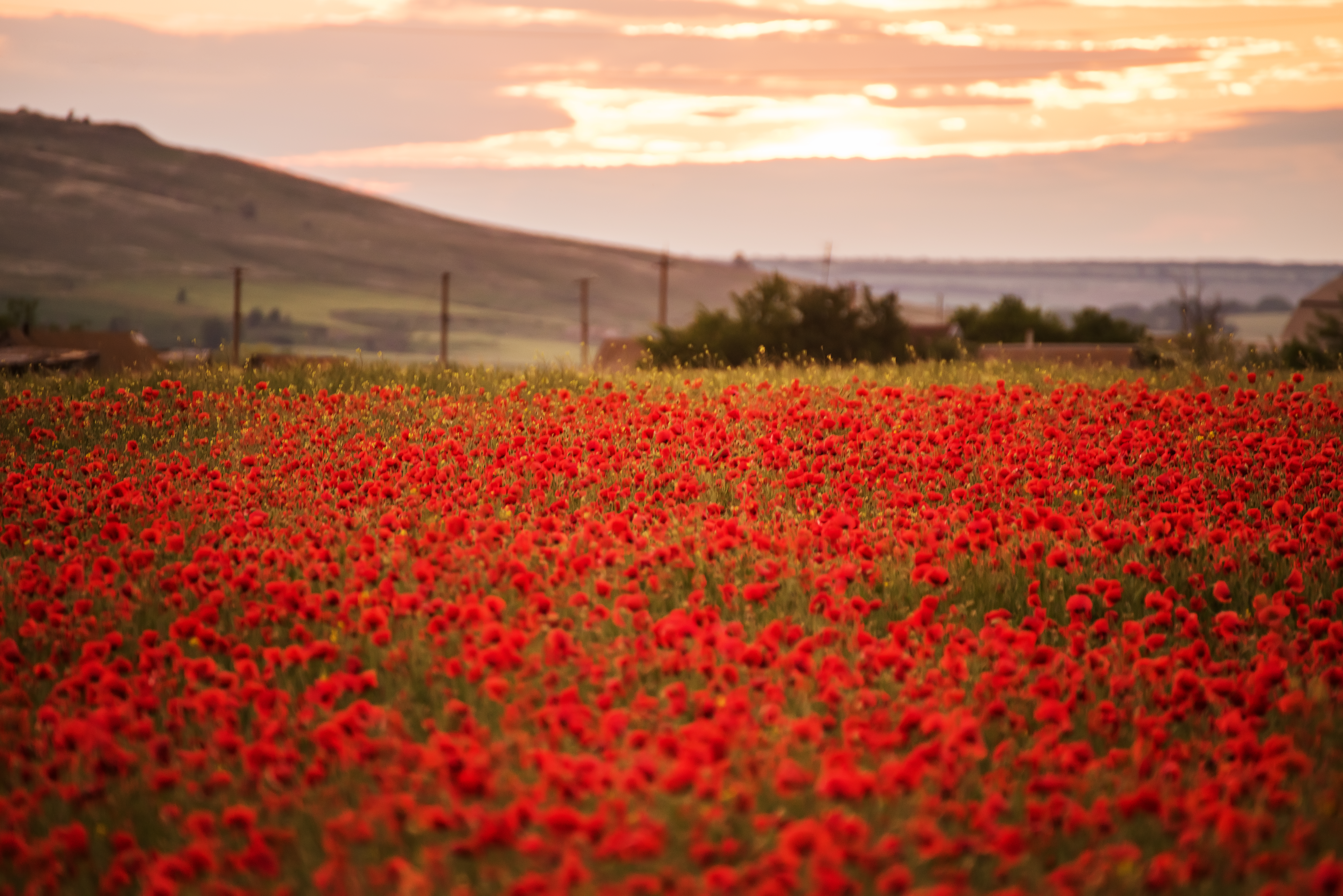
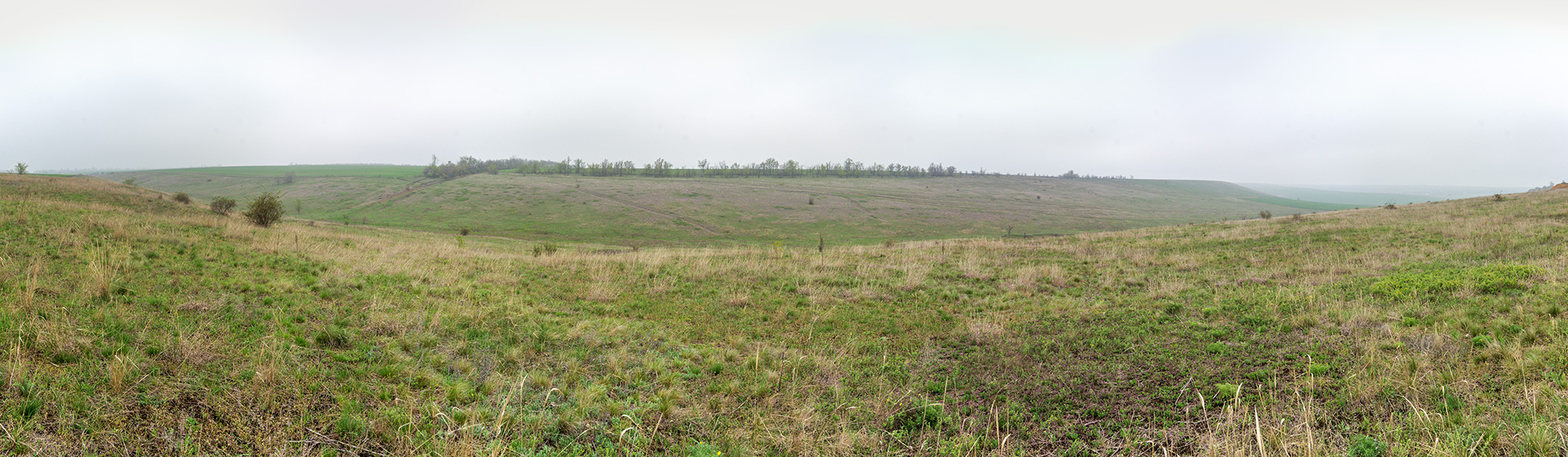